# Olynthus porphyreticus
Olynthus porphyreticus is een vlinder uit de familie van de Lycaenidae. De wetenschappelijke naam van de soort werd als Thecla porphyreticus in 1907 gepubliceerd door Hamilton Herbert Druce.